# Landtagswahl in Nordrhein-Westfalen 1958
- SPD: 81
- FDP: 15
- CDU: 104

Die Wahlen zum Landtag der 4. Wahlperiode von Nordrhein-Westfalen fanden am 6. Juli 1958 statt.
Der Wahlkampf war stark von der Bundespolitik Konrad Adenauers geprägt. Besonders die Atompolitik stand im Fokus der Diskussion. In Oppositionskreisen wurde die Landtagswahl in Nordrhein-Westfalen zum Stimmungstest für den Kurs Adenauers in der Frage nach der atomaren Bewaffnung der Bundeswehr gemacht. 

Keine der Parteien ging mit einer Koalitionsaussage in den Wahlkampf, doch galt der Spitzenkandidat der CDU, Karl Arnold, als Befürworter einer großen Koalition mit der SPD. Seit der Bundestagswahl 1957 war Arnold Abgeordneter des Deutschen Bundestages, hatte aber das Ziel, nach seinem Sturz 1956 erneut Ministerpräsident zu werden. Die SPD warb mit dem Slogan „In Stadt und Land weiter mit Steinhoff“. Die FDP warb mit „Arbeitsfrieden an Rhein und Ruhr“ und versuchte damit mit einem Zukunftsthema, der beginnenden Kohlekrise, zu werben. Die seit dem Jahr 1956 verbotene KPD durfte nicht mehr antreten. Sie war bereits seit 1954 nicht mehr im Landtag vertreten. Das Zentrum konnte nicht mehr auf Hilfe von der CDU zählen. Es war vier Jahre zuvor nur durch eine 1958 nicht mehr angewandte Änderung im Wahlgesetz und eine Wahlkreisabsprache mit der CDU in den Landtag gekommen. Der GB/BHE trat nach dem Austritt der sogenannten K.O.-Gruppe um Waldemar Kraft und Theodor Oberländer nicht mehr an.
Überschattet wurde der Wahlkampf durch den plötzlichen Tod von Karl Arnold. Er starb am 29. Juni 1958 in Düsseldorf an einem Herzinfarkt.
Am Ende konnte sich die CDU durchsetzen. Sie gewann sowohl die absolute Mehrheit an Mandaten als auch an Stimmen und konnte alleine regieren. Für die CDU stellt das bis heute ihr bestes Ergebnis bei Landtagswahlen in diesem Bundesland dar. Die SPD konnte zwar sowohl gegenüber der letzten Landtagswahl als auch gegenüber der Bundestagswahl in Nordrhein-Westfalen erhebliche Zugewinne verbuchen, blieb aber weit hinter der CDU zurück. Die großen Verlierer waren die kleinen Parteien und die FDP.

## Ergebnis
- Wahlberechtigte: 10.507.956
- Wähler:8.046.198
- Wahlbeteiligung: 76,57 %
- Gültige Stimmen: 7.948.178

| Partei         | Stimmen absolut | Anteil in % | Wahl- kreisbe- werber | Direkt- man- date | Sitze |
| -------------- | --------------- | ----------- | --------------------- | ----------------- | ----- |
| CDU            | 4.011.419       | 50,47       | 150                   | 92                | 104   |
| SPD            | 3.115.738       | 39,20       | 150                   | 58                | 81    |
| FDP            | 566.258         | 7,12        | 150                   |                   | 15    |
| DP             | 125.696         | 1,58        | 147                   |                   |       |
| Zentrum        | 83.720          | 1,05        | 86                    |                   |       |
| DRP            | 43.299          | 0,54        | 81                    |                   |       |
| DSU            | 540             | 0,01        | 2                     |                   |       |
| DG             | 220             | 0,00        | 1                     |                   |       |
| BdD            | 176             | 0,00        | 1                     |                   |       |
| Einzelbewerber | 1.112           | 0,01        | 3                     |                   |       |
| Total          | 7.948.178       |             | 771                   | 150               | 200   |

Die CDU bestimmte erst nach der Wahl, wer Ministerpräsident werden sollte. In der Fraktion setzte sich in geheimer Wahl Franz Meyers gegen Josef Gockeln, Josef Hermann Dufhues und Wilhelm Johnen durch. Meyers wurde am 21. Juli mit 103 Stimmen ohne Gegenstimme bei 94 Enthaltungen zum Ministerpräsidenten gewählt. Am 24. Juli wurde das übrige Kabinett vereidigt, in dem Dufhues Innenminister wurde. Dufhues, der 1959 Vorsitzender des CDU-Landsverbands Westfalen-Lippe wurde, entwickelte sich zu Meyers’ Dauerrivalen.

## Quelle
- Bekanntmachung des amtlichen Endergebnisses im Ministerialblatt für das Land Nordrhein-Westfalen vom 28. Juli 1958 (PDF; 1,2 MB)